# Gornji Prisjan
Gornji Prisjan (en serbe cyrillique : Горњи Присјан) est un village de Serbie situé dans la municipalité de Vlasotince, district de Jablanica. Au recensement de 2011, il comptait 159 habitants.

## Démographie
| 1948 | 1953 | 1961 | 1971 | 1981 | 1991 | 2002 | 2011 |
| ---- | ---- | ---- | ---- | ---- | ---- | ---- | ---- |
| 942  | 923  | 840  | 722  | 561  | 404  | 270  | 159  |

|  |